# Elfenbenskusten vid världsmästerskapen i friidrott 2023
Elfenbenskusten tävlade vid världsmästerskapen i friidrott 2023 i Budapest i Ungern mellan den 19 och 27 augusti 2023.

## Resultat
Elfenbenskustens trupp bestod av sex idrottare.

### Herrar
Gång- och löpgrenar
| Idrottare    | Gren      | Försöksheat | Försöksheat | Semifinal        | Semifinal        | Final            | Final            |
| Idrottare    | Gren      | Resultat    | Placering   | Resultat         | Placering        | Resultat         | Placering        |
| ------------ | --------- | ----------- | ----------- | ---------------- | ---------------- | ---------------- | ---------------- |
| Arthur Cissé | 100 meter | 11,58       | 8           | Gick inte vidare | Gick inte vidare | Gick inte vidare | Gick inte vidare |

### Damer
Gång- och löpgrenar
| Idrottare                                                            | Gren                  | Försöksheat | Försöksheat | Semifinal        | Semifinal        | Final            | Final            |
| Idrottare                                                            | Gren                  | Resultat    | Placering   | Resultat         | Placering        | Resultat         | Placering        |
| -------------------------------------------------------------------- | --------------------- | ----------- | ----------- | ---------------- | ---------------- | ---------------- | ---------------- |
| Murielle Ahouré-Demps                                                | 100 meter             | 11,29       | 5           | Gick inte vidare | Gick inte vidare | Gick inte vidare | Gick inte vidare |
| Maboundou Koné                                                       | 100 meter             | 11,26       | 4           | Gick inte vidare | Gick inte vidare | Gick inte vidare | Gick inte vidare |
| Marie Josée Ta Lou                                                   | 100 meter             | 11,08       | 1 Q         | 10,79            | 1 Q              | 10,81            | 4                |
| Jessica Gbai                                                         | 200 meter             | 22,78       | 3 Q         | 22,88            | 6                | Gick inte vidare | Gick inte vidare |
| Maboundou Koné                                                       | 200 meter             | 22,55       | 2 Q         | 0DSQ0            | 0DSQ0            | Gick inte vidare | Gick inte vidare |
| Marie Josée Ta Lou                                                   | 200 meter             | 22,26 0SB0  | 2 Q         | 22,26 0=SB0      | 3 q              | 22,64            | 8                |
| Murielle Ahouré-Demps Jessica Gbai Maboundou Koné Marie Josée Ta Lou | 4 × 100 meter stafett | 41,90 0AR0  | 2 Q         | —                | —                | 0DNF0            | 0DNF0            |